# Temporada da NHL de 1935–36
A temporada da NHL de 1935–36 foi a 19.ª  temporada da National Hockey League (NHL). Oito times jogaram 48 partidas cada. O Detroit Red Wings foi o campeão da Stanley Cup ao bater o Toronto Maple Leafs por 3-1 na série final.

## Negócios da Liga
Antes da temporada, os donos da franquia St. Louis Eagles pediram à liga permissão para suspenderem as operações por um ano e então serem realocados para Ottawa, todavia a liga negou os pedidos. Em 15 de outubro de 1935, a NHL comprou a franquia de volta e os contratos dos jogadores por $40.000 e suspendeu as operações. Chicago would not participate in the dispersal draft.
Durante a temporada, o New York Americans achou-se em dificuldades financeiras e ficou à venda. Leo Dandurand, que havia vendido sua parte no Montreal Canadiens, ficou interressado, assim como Joseph Cattarinich. Cattarinich disse que compraria o time se o preço fosse justo. Posteriormente foi anunciado que não haveria acordo.

## Temporada Regular
Howie Morenz jogou mal por Chicago e invocou a ira do dono Frederic McLaughlin. Ele foi subsequentemente trocado pelo New York Rangers.
Esse foi o ano do Detroit. Eles terminaram em primeiro na Divisão Americana. O Montreal Maroons terminou em primeiro na Divisão Canadense, mas a torcida estavba começando a ficar longe dos jogos por eles disputados, o que assustou o presidente do time na época, além de administrador e técnico, Tommy Gorman. Em um certo ponto, Lionel Conacher teve de administrar o time quando Gorman teve problemas de saúde e nervosos.
Com um desempenho de 0,500 no meio da temporada, eles trocaram Toe Blake por Lorne Chabot, que pertencia aos Canadiens após ser suspenso por Chicago e recusar mudança pros juniores, e o time começou a vencer com Chabot no gol.

### Classificação Final
Nota: V = Vitórias, D = Derrotas, E = Empates, Pts = Pontos, GP= Gols Pró, GC = Gols Contra, PEM = Penalizações em minutos
Nota: Times que se classificaram aos play-offs estão em negrito.
| Divisão Canadense   | PJ | V  | D  | E  | Pts | GP  | GC  | PEM |
| ------------------- | -- | -- | -- | -- | --- | --- | --- | --- |
| Montreal Maroons    | 48 | 22 | 16 | 10 | 54  | 114 | 106 | 504 |
| Toronto Maple Leafs | 48 | 23 | 19 | 6  | 52  | 126 | 106 | 579 |
| New York Americans  | 48 | 16 | 25 | 7  | 39  | 109 | 122 | 392 |
| Montreal Canadiens  | 48 | 11 | 26 | 11 | 33  | 82  | 123 | 317 |

| Divisão Americana   | PJ | V  | D  | E  | Pts | GP  | GC  | PEM |
| ------------------- | -- | -- | -- | -- | --- | --- | --- | --- |
| Detroit Red Wings   | 48 | 24 | 16 | 8  | 56  | 124 | 103 | 384 |
| Boston Bruins       | 48 | 22 | 20 | 6  | 50  | 92  | 83  | 397 |
| Chicago Black Hawks | 48 | 21 | 19 | 8  | 50  | 93  | 92  | 411 |
| New York Rangers    | 48 | 19 | 17 | 12 | 50  | 91  | 96  | 381 |

### Artilheiros
PJ = Partidas Jogadas, G = Gols, A = Assistências, Pts = Pontos, PEM = Penalizações em Minutos
| Jogador          | Time                | PJ | G  | A  | Pts | PEM |
| ---------------- | ------------------- | -- | -- | -- | --- | --- |
| Sweeney Schriner | New York Americans  | 48 | 19 | 26 | 45  | 8   |
| Marty Barry      | Detroit Red Wings   | 48 | 21 | 19 | 40  | 46  |
| Paul Thompson    | Chicago Black Hawks | 45 | 17 | 23 | 40  | 19  |
| Charlie Conacher | Toronto Maple Leafs | 44 | 23 | 15 | 38  | 74  |
| Bill Thoms       | Toronto Maple Leafs | 48 | 23 | 15 | 38  | 29  |
| Hooley Smith     | Montreal Maroons    | 47 | 19 | 19 | 38  | 75  |
| Doc Romnes       | Chicago Black Hawks | 48 | 13 | 25 | 38  | 6   |
| Art Chapman      | New York Americans  | 47 | 10 | 28 | 38  | 14  |
| Herbie Lewis     | Detroit Red Wings   | 45 | 14 | 23 | 37  | 25  |
| Baldy Northcott  | Montreal Maroons    | 48 | 15 | 21 | 36  | 41  |

## Playoffs
Em uma das séries mais equilibradas da história, o primeiro jogo da série Maroons-Red Wings estabeleceu um recorde de jogo mais longo na história dos playoffs da Stanley Cup. O jogo começou às 20h30 no Forum em Montreal, e terminou às 2h25. O jogo ficou sem gols até a sexta prorrogação, quando Mud Bruneteau marcou no goleiro dos Maroons Lorne Chabot para vencer o jogo. Normie Smith destruiu os Maroons no jogo seguinte, e os Red Wings estão derrotaram os Maroons na série.
Essa foi a última das séries de playoffs da NHL a ter séries de "total de gols em dois jogos".

## Prêmios da NHL
| Troféu Memorial Calder:    | Mike Karakas, Chicago Black Hawks |
| Troféu Memorial Hart       | Eddie Shore, Boston Bruins        |
| Troféu Memorial Lady Byng: | Doc Romnes, Chicago Black Hawks   |
| Copa O'Brien:              | Montreal Maroons                  |
| Troféu Príncipe de Gales:  | Detroit Red Wings                 |
| Troféu Vezina:             | Tiny Thompson, Boston Bruins      |

### Times das Estrelas
| Primeiro Time                         | Position | Segundo Time                        |
| ------------------------------------- | -------- | ----------------------------------- |
| Tiny Thompson, Boston Bruins          | G        | Wilf Cude, Montreal Canadiens       |
| Eddie Shore, Boston Bruins            | D        | Earl Seibert, Chicago Black Hawks   |
| Babe Siebert, Boston Bruins           | D        | Ebbie Goodfellow, Detroit Red Wings |
| Hooley Smith, Montreal Maroons        | C        | Bill Thoms, Toronto Maple Leafs     |
| Charlie Conacher, Toronto Maple Leafs | RW       | Cecil Dillon, New York Rangers      |
| Sweeney Schriner, New York Americans  | LW       | Paul Thompson, Chicago Black Hawks  |
| Lester Patrick, New York Rangers      | Coach    | Tommy Gorman, Montreal Maroons      |

## Estreias
O seguinte é uma lista de jogadores importantes que jogaram seu primeiro jogo na NHL em 1935–36 (listados com seu primeiro time, asterisco(*) marca estreia nos play-offs):
- Ray Getliffe, Boston Bruins
- Woody Dumart, Boston Bruins
- Mike Karakas, Chicago Black Hawks
- Mud Bruneteau, Detroit Red Wings
- Alex Shibicky, New York Rangers
- Babe Pratt, New York Rangers
- Neil Colville, New York Rangers
- Phil Watson, New York Rangers
- Reg Hamilton, Toronto Maple Leafs

## Últimos jogos
O seguinte é uma lista de jogadores importantes que jogaram seu último jogo na NHL em 1935-36 (listados com seu último time):
- Joe Primeau, Toronto Maple Leafs